# Sergey Kovalev
Pour les articles homonymes, voir Kovalev.
Sergey Kovalev (en russe : Сергей Александрович Ковалёв, Sergueï Aleksandrovitch Kovaliov) est un boxeur russe né le 2 avril 1983 à Kopeïsk en Union soviétique.

## Carrière
Passé professionnel en 2009, il devient champion du monde des poids mi-lourds WBO le 17 août 2013 après sa victoire au 4e round contre Nathan Cleverly. Kovalev conserve son titre le 30 novembre 2013 en battant au second round Ismayl Sillakh puis le 29 mars 2014 par KO au 7e round contre Cedric Agnew. Il est ensuite surpris au premier round de son combat suivant face à Blake Caparello le 2 août 2014 en étant compté au premier round mais il se reprend dans le round suivant en envoyant trois fois au sol son adversaire.
Le 8 novembre 2014, il unifie les ceintures WBA, IBF et WBO en dominant aux points l'Américain Bernard Hopkins puis bat Jean Pascal au Centre Bell le 14 mars 2015 par arrêt de l'arbitre au 8e round. Il conserve ensuite son invincibilité en battant Nadjib Mohammedi par KO au 3e round le 25 juillet 2015 ; une 2e fois Jean Pascal le 30 janvier 2016 par arrêt de son entraîneur à l'issue de la 7e reprise puis Isaac Chilemba aux points le 11 juillet 2016.
Le 19 novembre 2016, il fait face à Andre Ward, ancien champion olympique et champion du monde des poids super-moyens. Kovalev met son adversaire à terre au second round mais perd finalement le combat de peu aux points 113-114 à l'unanimité des 3 juges. Le combat revanche est organisé à Las Vegas le 17 juin 2017. Ward l'emporte à nouveau mais cette fois par arrêt de l'arbitre au 8e round.
Le boxeur russe redevient champion WBO des mi-lourds le 26 novembre 2017 en battant en 2 rounds Vyacheslav Shabranskyy. Il confirme ce succès en dominant Igor Mikhalkin par arrêt de l'arbitre au 7e round le 3 mars 2018 mais perd son titre le 4 août 2018 aux dépens d'Eleider Álvarez. Kovalev remporte le combat revanche le 2 février 2019 et devient ainsi champion WBO des mi-lourds pour la troisième fois de sa carrière. Il conserve cette ceinture le 24 août 2019 en battant par arrêt de l'arbitre au 11e round le britannique Anthony Yarde avant d'être à son tour battu par Canelo Álvarez, également au 11e round.

## Distinction
- Sergey Kovalev est élu boxeur de l'année en 2014 par Ring Magazine.